# Citykirken Aarhus
Citykirken Aarhus  er en frikirke i Aarhus. Citykirken er en sammenlægning af tre kirker i Aarhus, og blev indviet i januar 2010 med fokus på at gøre det oprindelige kristne budskab fra det første århundrede, relevant i det 21. århundrede – også i hverdagen.
Citykirken er medlem af Frikirkenet.dk, som er et netværk af flere end 100 frikirker, organisationer og institutioner i Danmark.
Kirken er for alle aldersgrupper og holder gudstjenester søndag formiddag og børnekirke de fleste søndage. Igennem ugen er der blandt andet samlinger for seniorer, teenagere og unge.
Citykirkens formål
Kirken ser deres opgave som kristne og som kirke først og fremmest at være centrum for Guds kærlighed. Gud elsker betingelsesløst.
Den kærlighed Gud elsker med vil kirken give videre og kirken har formuleret fire fokusområder:
Gud: Kirkens åndelighed eller spiritualitet. Universets Gud vil gerne have en relation til os alle og det er den relation der er livsforvandlende og centrum for alt andet vi gør.
Os selv: Den enkeltes personlige vækst. Alt levende vokser og hele vores liv bør være en stadig personlig udvikling. Gud har en drøm for hver enkelt menneskes liv og har givet os evner, talenter, erfaringer osv. som skal bruges på vejen mod den drøm og i vores daglige vandring mod at blive mennesker der mere og mere afspejler det ideal Jesus har givet os.
Relationer i kirken: Kirken er en unik sammenslutning af mennesker der har der søger eller har mødt Gud og som derfor er blevet en slags familie, med en dimension som andre fællesskaber ikke har. Her findes en livsforvandlende kraft fra Gud som sætter os i stand til at bære hinandens glæder og sorger.
Dig: Hele verden. Det budskab Gud kommunikerede igennem Jesus er verdens bedste budskab og det fortjener at blive delt med alle mennesker. Som kristne og som kirke skal vi dele det Gud har gjort for og i os med andre. Citykirken forsøger at gøre det både med ord, med kærlighed i praksis og med en tro på Guds overnaturlige indgriben.

## Fusionen
Citykirken er en fusion af Apostolsk Kirke i Aarhus, Aarhus Pinsekirke og Frikirken ved Runddelen. Den 7. marts 2010 åbnede kirken officielt på Viborgvej i Hasle, i den tidligere Aarhus Pinsekirkes kirkebygning.Århus Pinsekirke var en kirke på Viborgvej i Aarhus-bydelen Hasle med tilknytning til Pinskirkerne i Danmark. Kirken havde beliggenhed lidt over for Hasle Kirke og havde ca. 500 medlemmer (pr. 2006), hvilket gjorde den til den næststørste Pinsekirke i Danmark.
Århus Pinsekirke blev stiftet 4. marts 1928 med otte medlemmer, men hed da Filadelfia-menigheden. Oprindelig holdt man til i lejede lokaler i Banegårdsgade, men senere flyttede man til Skt. Clemens Stræde og derefter til J.M. Mørksgade, hvor Århus Pinsekirke hørte hjemme i 46 år. Da man havde behov for mere plads købte man en fabrik på Viborgvej og flyttede 1. januar 1988. I oktober 1988 begyndte man at bygge kirken på Viborgvej.

## Eksterne kilder
1. ↑  Ckirken.dk/kontakt